# Lorri
Pour les articles ayant des titres homophones, voir Loris, Lorie et Lori.
Pour le royaume historique, voir Royaume de Lorri.
Le Lorri, Lori ou Lorê (en arménien Լոռի) est un marz de l'Arménie situé au nord du pays, dont la capitale est Vanadzor. Il est bordé au nord par la Géorgie, à l'est par le marz de Tavush, au sud par ceux de Kotayk et d'Aragatsotn, et à l'ouest par celui de Shirak.
D'une superficie de 3 789 km2, le marz compte 282 000 habitants en 2008.

## Géographie

### Situation
|                | Géorgie                            |                |
| Marz de Shirak | marz de Lorri                      | Marz de Tavush |
|                | Marz d'Aragatsotn • Marz de Kotayk |                |

### Géographie physique
Le territoire du marz est situé au nord du pays. Son point culminant est le Tzeh, avec 3 101 m, et son point le plus bas est situé dans la vallée du Debed, à 390 m.

### Géographie humaine
Outre Vanadzor, la région compte sept autres villes (« communautés urbaines ») : Akhtala, Alaverdi, Shamlugh, Spitak, Stepanavan, Tachir et Toumanian. Elle comprend également 105 « communautés rurales ».
| Gougark | Spitak | Stepanavan | Tachir | Toumanian |
| 1. Antaramut 2. Antarashen 3. Arjut 4. Aznvadzor 5. Bazum 6. Chkalov 7. Darpas 8. Debet 9. Dsoraget 10. Dsoragyugh 11. Eghegnut 12. Fioletovo 13. Gugark 14. Halavar 15. Karaberd 16. Lermontov 17. Lernapat 18. Margahovit 19. Pambak 20. Shahumyan 21. Vahagnadzor 22. Vahagni 23. Vanadzor | 1. Arevashogh 2. Geghasar 3. Ghursal 4. Gogaran 5. Hartagyugh 6. Jrashen 7. Karadzor 8. Katnajur 9. Khnkoyan 10. Lernantsk 11. Lernavan 12. Lusaghbyur 13. Mets Parni 14. Nor Khachakap 15. Sarahart 16. Saralanj 17. Saramej 18. Shenavan 19. Shirakamut 20. Spitak 21. Tsaghkaber | 1. Agarak 2. Amrakits 3. Bovadzor 4. Gargar 5. Gyulagarak 6. Hobards 7. Hovnanadzor 8. Katnaghbyur 9. Koghes 10. Kurtan 11. Lejan 12. Lorri Berd 13. Privolnoye 14. Pushkino 15. Saratovka 16. Stepanavan 17. Sverdlov 18. Urasar 19. Urut 20. Vardablur 21. Yaghdan | 1. Apaven 2. Artsni 3. Blagodarnoye 4. Dashtadem 5. Dsoramut 6. Dsyunashogh 7. Katnarat 8. Lernahovit 9. Medovka 10. Meghvahovit 11. Metsavan 12. Mikhayelovka 13. Norashen 14. Novoseltsovo 15. Paghaghbyur 16. Petrovka 17. Sarchapet 18. Tachir | 1. Ahnidzor 2. Akhtala 3. Akori 4. Alaverdi 5. Ardvi 6. Arevatsag 7. Atan 8. Aygehat 9. Dsegh 10. Haghpat 11. Hagvi 12. Jiliza 13. Jojkan 14. Kajajkut 15. Karinj 16. Karkop 17. Karmir Agheg 18. Lorut 19. Marts 20. Mets Ayrum 21. Mghart 22. Neghots 23. Odzoun 24. Shamlugh 25. Shamut 26. Shnogh 27. Teghut 28. Tsaghkashat 29. Tsater 30. Toumanian |

## Histoire
Comme les autres marzer arméniens, le marz de Lorri a été créé par la Constitution arménienne adoptée le 5 juillet 1995, mise en œuvre sur ce point par la loi relative à la division territoriale administrative de la République d'Arménie du 4 décembre 1995 et par le décret relatif à l'administration publique dans les marzer de la République d'Arménie du 2 mai 1997. Le marz de Lorri a ainsi été constitué par la fusion de cinq raions soviétiques : Alaverdi, Kalinino, Kirovakan, Spitak et Stepanavan.
Son histoire antérieure est celle de l'ancienne province de Gougark, ainsi que celle du royaume de Lorri.

## Démographie
|                    | 1991    | 1993    | 1995    | 1997    | 1999    | 2001    | 2002    | 2003    | 2004    | 2005    | 2006    | 2007    |
| ------------------ | ------- | ------- | ------- | ------- | ------- | ------- | ------- | ------- | ------- | ------- | ------- | ------- |
| Population         | 371 800 | 352 500 | 303 300 | 304 300 | 295 100 | 287 000 | 286 300 | 285 000 | 284 500 | 283 900 | 283 400 | 282 700 |
| Population urbaine | 257 300 | 241 500 | 195 200 | 193 200 | 181 600 | 171 000 | 169 800 | 168 400 | 167 900 | 167 300 | 166 700 | 166 100 |
| Source : ArmStat   |         |         |         |         |         |         |         |         |         |         |         |         |

## Tourisme
Les monastères de Haghpat et de Sanahin, qui ont été classés sur la liste du patrimoine mondial de l'UNESCO, sont notamment situés dans cette région.

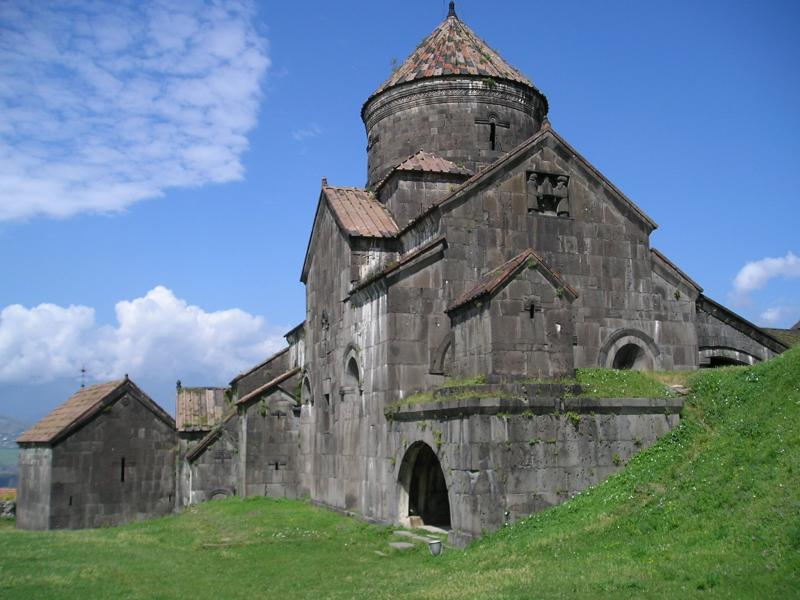
Monastère de Haghpat.
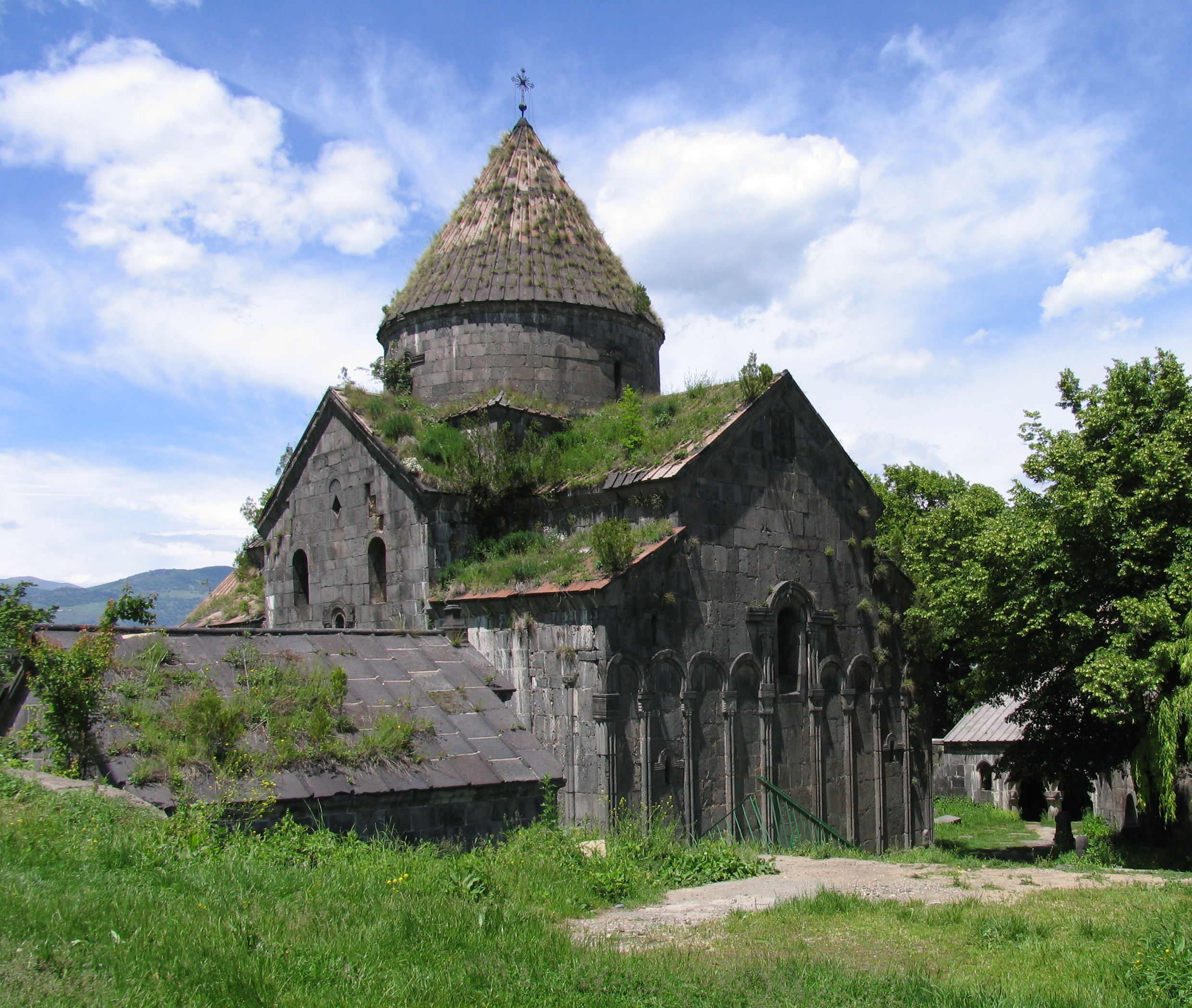
Monastère de Sanahin.

## Écrivains originaires du Lorri
- Hovhannès Toumanian, poète.
- Hrant Matévossian, prosateur célèbre de « Soleil d'automne »[7], à partir duquel  Bagrat Hovhannessian, en 1977, réalisa son film homonyme. Le scénario étant de Matévossian lui-même et la musique de Tigran Mansourian.
- Hovik Vardoumian, romancier.
- Hratch Béglérian, prosateur.